# 아시리아학

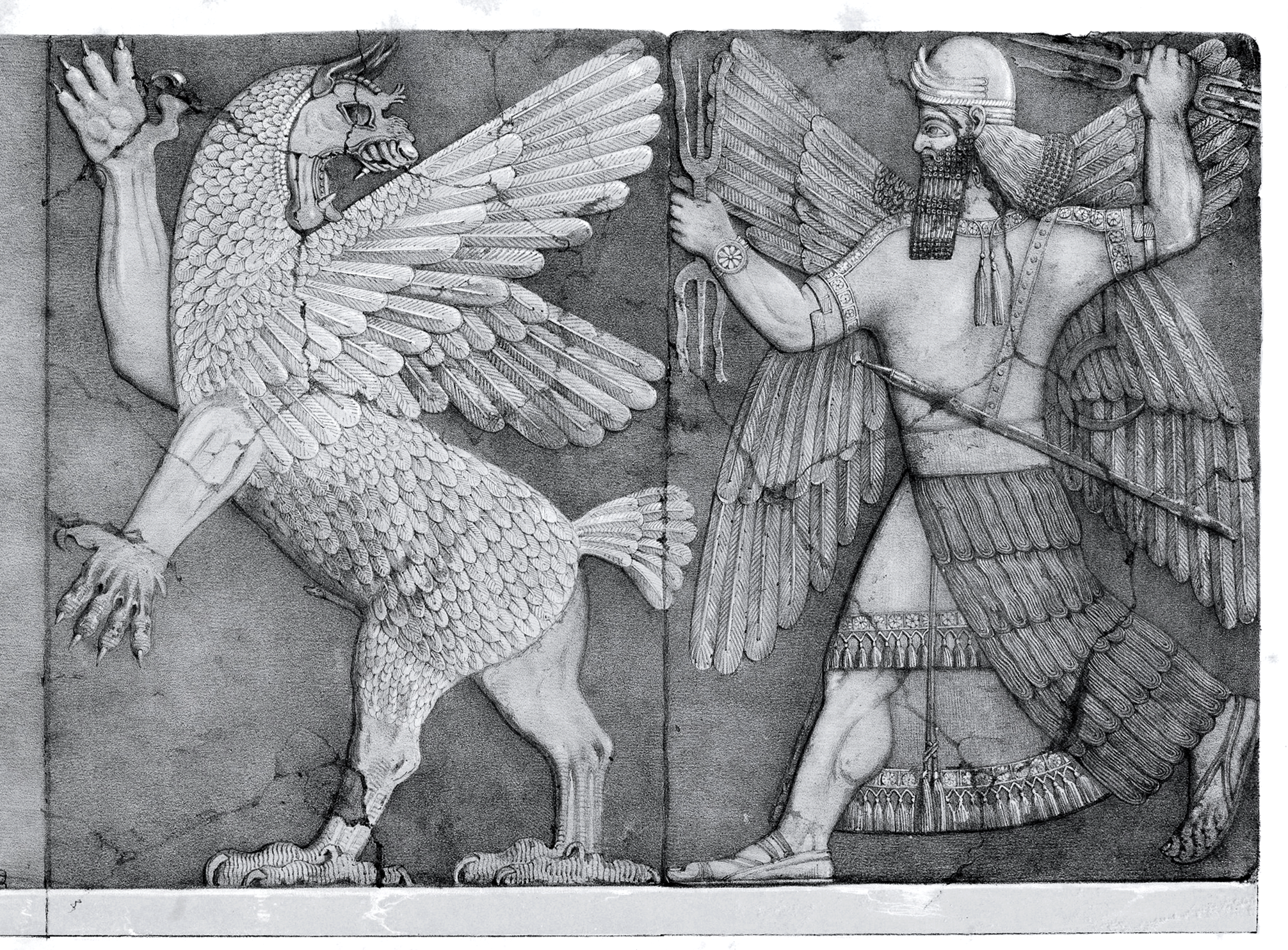
메소포타미아의 신 닌우르타가 엔릴의 성소에서 운명의 서판을 훔치는 신성한 괴물 안주를 추격하는 모습. 오스틴 헨리 레어드의 니네베 기념물, 제2시리즈, 1853년

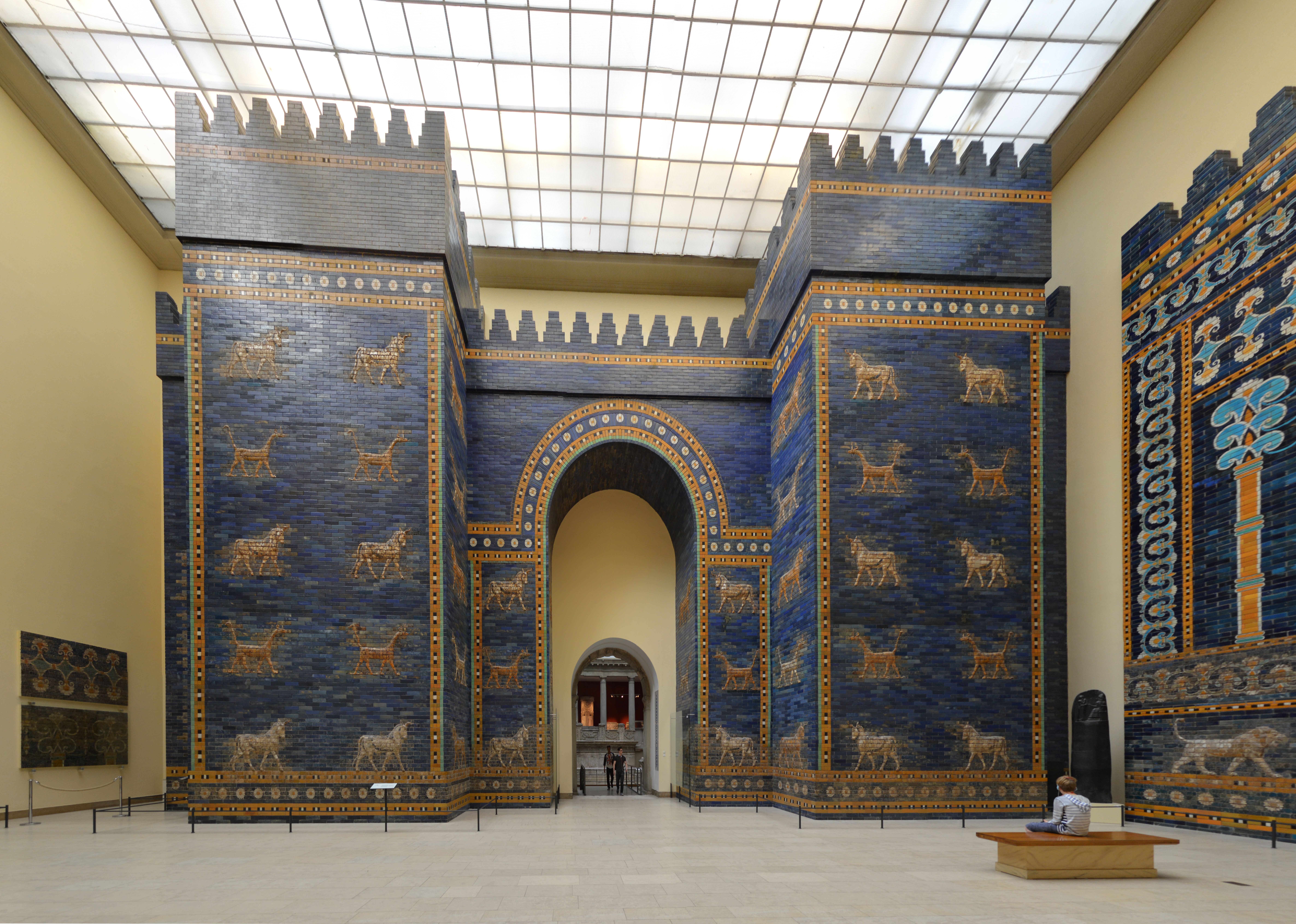
재건축된 바빌로니아의 이슈타르의 문 (베를린 페르가몬 박물관 소장)

아시리아학(Assyriology) 혹은 고대 근동학(古代近東學)은 쐐기 문자를 사용했던 문화들을 고고학적, 인류학적, 역사적, 언어학적으로 연구하는 학문이다. 이 분야는 메소포타미아의 왕조 이전 시대, 수메르, 초기 수메르-아카드 도시국가, 아카드 제국, 에블라, 아카드어 및 제국 아람어를 사용하던 아시리아, 바빌로니아, 해양 왕조 국가들, 그리고 구티족, 아모리인, 카시트인, 아람인, 수테아인 및 칼데아인을 포함한 남부 메소포타미아의 이주민 외국 왕조들을 다룬다. 아시리아학은 신석기 시대의 왕조 이전 문화를 기원전 8000년까지, 그리고 서기 7세기 이슬람 정복 시기까지 다루므로, 그 범위는 "아시리아"라는 어근이 암시하는 것보다 훨씬 넓다.
이러한 수메르-아카드 및 아시리아-바빌로니아 문화가 보존한 수많은 쐐기 문자 점토판은 해당 시대를 연구하는 데 매우 귀중한 자원을 제공한다. 이 지역, 나아가 세계 최초의 도시이자 도시국가인 우르와 같은 유적지들은 도시화의 성장을 연구하는 데 고고학적으로 매우 중요한다.

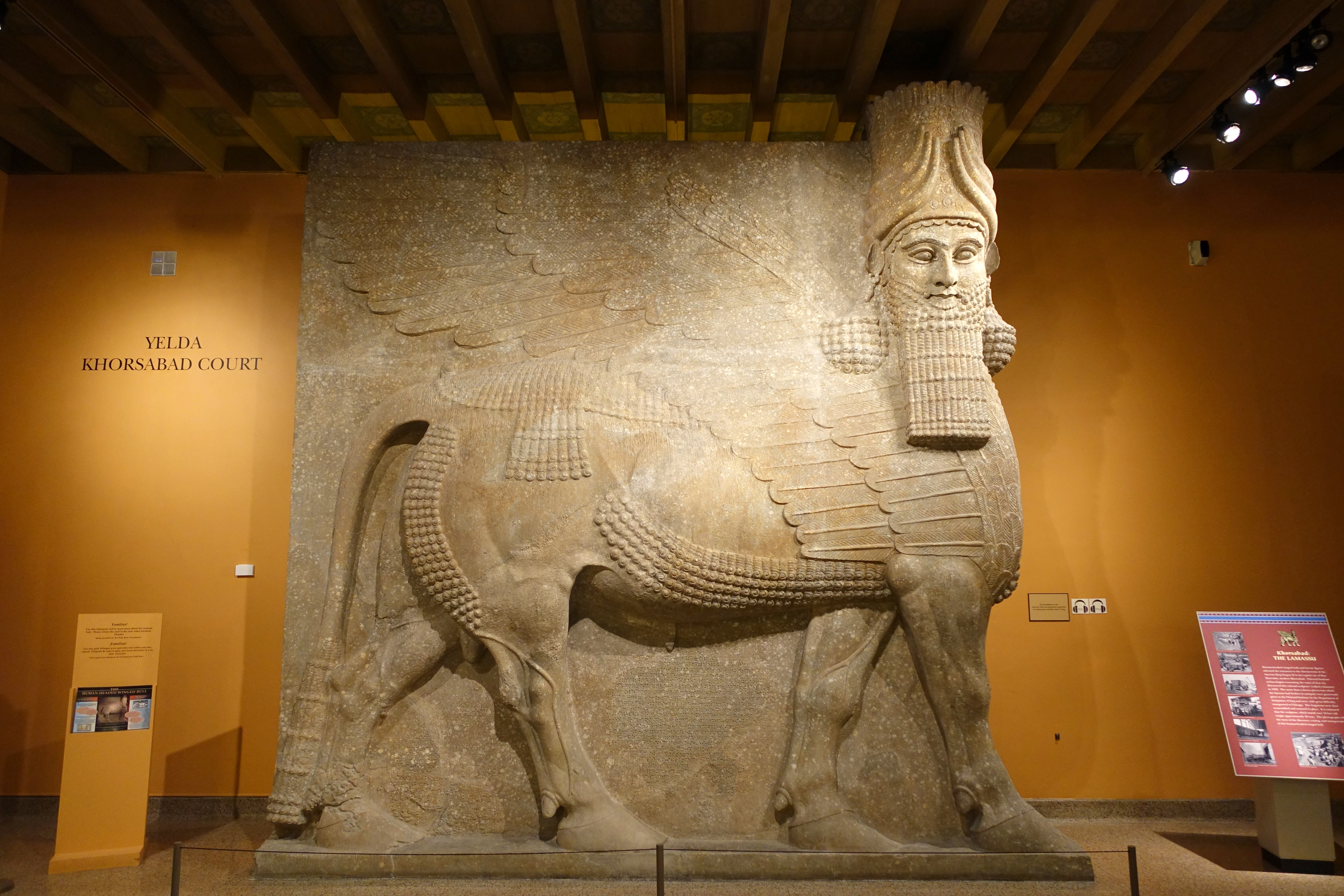
두르샤루킨의 아시리아 도시에서 발견된 라마수 (시카고 오리엔탈 연구소)

아시리아학자들은 메소포타미아의 두 주요 언어인 아카드어 (주요 방언 포함)와 수메르어에 능숙해져야 한다. 성서 히브리어, 히타이트어, 엘람어, 후르리어, 인도-아나톨리아어 (인도-히타이트어라고도 함), 제국 아람어, 동부 아람어 방언, 고대 페르시아어, 가나안 제어와 같은 인접 언어에 대한 지식은 비교 연구에 유용하며, 수백 개의 핵심 기호를 사용하는 문자 체계에 대한 지식도 필요하다. 현재 많은 중요한 문법 연구와 어휘 보조 자료들이 존재한다. 학자들이 방대한 문학 코퍼스를 활용할 수 있지만, 일부 점토판은 손상되었거나, 문학 텍스트의 경우 여러 복사본이 있더라도 언어와 문법이 난해한 경우가 많다. 학자들은 중요한 참고 자료, 사전, 학술지가 이들 언어로 출판되므로 현대 영어, 프랑스어, 독일어를 읽고 이해할 수 있어야 한다.

## 용어

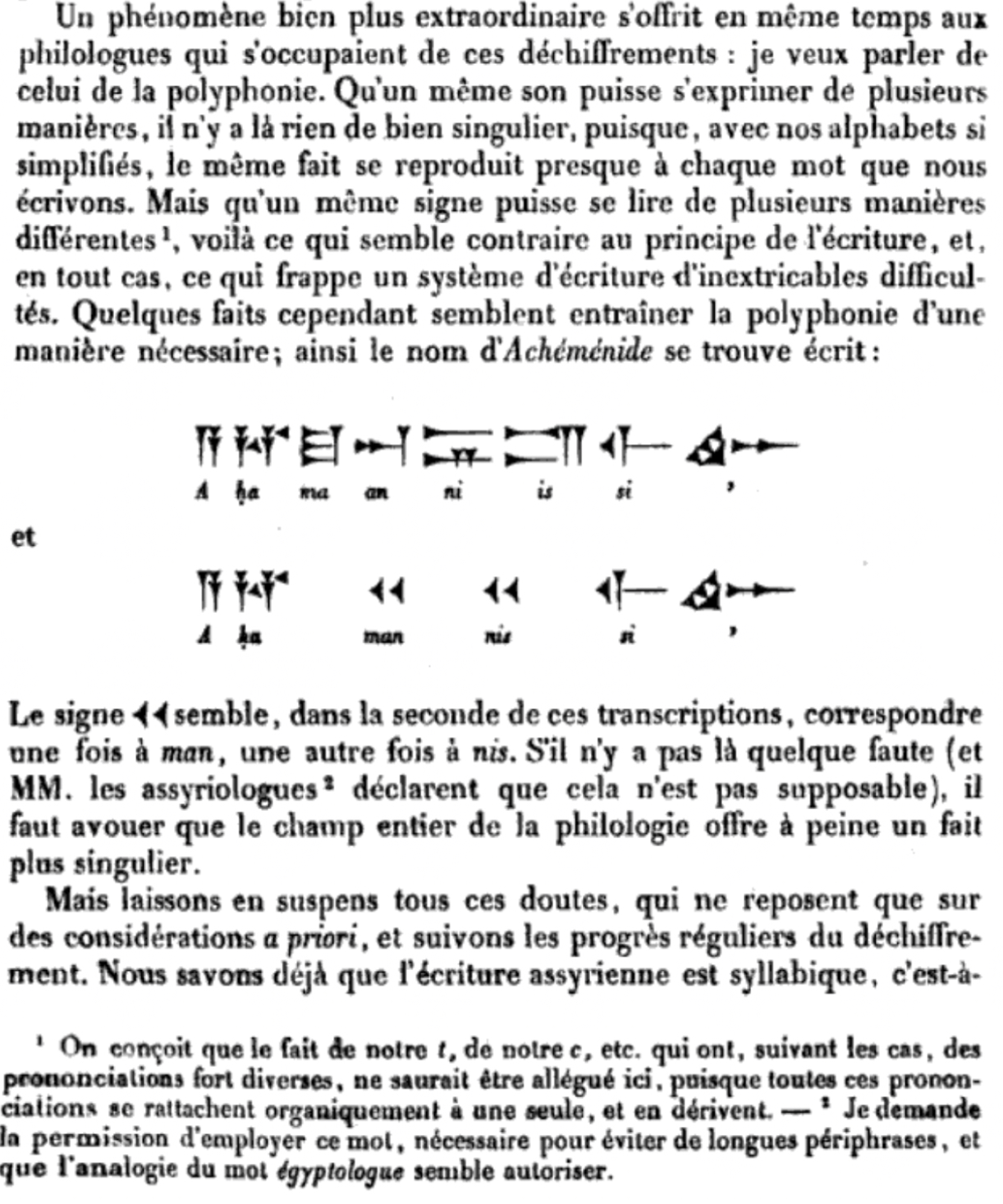
에르네스트 르낭이 아시리아학(Assyriologues)이라는 단어를 처음 사용한 1859년 문서

이 용어는 1859년 에르네스트 르낭이 이집트학이라는 용어와 병행하여 다른 쐐기 문자 언어에서 아시리아어 용어를 번역하는 논의에서 처음 사용했다.
원래 아시리아학은 1843년 코르사바드에서 처음 발견된 이후 현대 이라크 북부의 고대 아시리아 지역에서 다량으로 발굴된 아시리아어 텍스트 연구를 주로 지칭했다. 비록 고대 페르시아 쐐기 문자 해독이 그 이전에 이루어졌지만, 이후 쐐기 문자 해독의 대부분은 다국어 아케메네스 왕실 비문을 사용하여, 이전에 해독된 페르시아어를 병렬 문자 체계로 사용된 아시리아 쐐기 문자와 비교하면서 진행되었다. 고대 페르시아어와 아시리아어 외에도 쐐기 문자가 자매 언어인 바빌로니아어에도 사용되었다는 사실이 밝혀지면서 용어의 사용 범위가 확장되기 시작했다. 바빌로니아어와 아시리아어는 기원전 2000년경에 자신들의 선조인 더 오래된 셈어인 "아카드어"에서 분화되었다.
1877년부터 기르수 발굴을 통해 아카드어 이전에 쐐기 문자가 완전히 다른 언어인 수메르어를 표기하는 데 사용되었음이 밝혀졌다. 그리하여 "수메르학"은 점차 광의의 아시리아학의 한 분야가 되었다. 이후 연구를 통해 기원전 제2천년기 동안 쐐기 문자가 우가리트어, 후르리어, 히타이트어, 엘람어와 같은 다른 언어를 표기하는 데도 사용되었으며, 이들 언어 연구도 점차 모호해진 아시리아학이라는 용어 아래 포괄되었다. 오늘날 '아시리아학'은 이집트, 수메르, 아시리아 등 출처와 상관없이 쐐기 문자로 기록된 텍스트 연구를 지칭한다.
1897년에는 프리츠 호멜이 이 용어가 오해의 소지가 있다고 설명했으며, 오늘날 국제 아시리아학회는 이 용어를 "구식"이라고 부르기도 한다. 학계 내에서 학자마다 다르게 정의되고 '아시리아'만을 연구하는 학문으로 오해의 소지가 있다. 이에 따라  오늘날에는 "쐐기 문자 연구" 또는 "고대 근동 연구"와 같은 대체 용어도 사용된다.

## 역사

### 고전 고대부터 현대 발굴까지
수세기 동안 유럽인들의 메소포타미아에 대한 지식은 주로 의심스러운 고전 문헌과 성경 기록에 국한되어 있었다. 중세 이후로 고대 메소포타미아 유적에 대한 산발적인 보고가 있었다. 일찍이 12세기에는 나바라 출신의 랍비이자 중동 여행 중 모술의 유대인과 아시리아 유적을 방문했던 투델라의 벤야민이 니네베 유적을 정확하게 식별했다. 바빌론 도시의 식별은 1616년 피에트로 델라 발레에 의해 이루어졌다. 피에트로는 그 유적지에 대한 "놀라운 묘사"를 남겼고, 니네베와 우르에서 발견한 비문이 새겨진 벽돌을 유럽으로 가져왔다.

### 18세기와 탄생
1761년부터 1767년 사이에 덴마크의 수학자 카르스텐 니부어는 페르세폴리스에서 쐐기 문자 비문을 필사하고 니네베의 스케치와 그림을 그렸으며, 곧이어 프랑스 식물학자이자 탐험가인 앙드레 미쇼가 바그다드 근처에서 발견한 경계석 비석을 프랑스 국립도서관에 판매했다. 메소포타미아에서 알려진 최초의 고고학 발굴은 바그다드의 교황 대리 총장이었던 보샹 신부가 주도했으며, 현재 "바빌론의 사자"로 알려진 조각품을 발굴했다. 보샹 신부가 1790년에 출판한 여행 회고록은 학계에 큰 반향을 일으켜 중동으로의 여러 고고학 및 학술 탐사를 촉발했다.
1811년, 영국 동인도 회사의 바그다드 주재원이었던 영국인 클로디어스 제임스 리치는 바빌론과 니네베 유적을 조사하고 지도를 작성하기 시작했으며, 유명한 네부카드네자르 실린더와 산헤리브 실린더를 포함한 수많은 비문이 새겨진 벽돌, 점토판, 경계석, 원통형 유물을 수집했는데, 이 컬렉션은 대영박물관의 메소포타미아 유물 컬렉션의 핵심을 이루었다. 34세의 젊은 나이에 안타깝게 세상을 떠나기 전, 클로디어스 리치는 바빌론의 유적과 그곳에서 발견된 비문에 대한 두 편의 회고록을 썼는데, 이 두 작품은 "아시리아학과 관련 쐐기 문자 연구의 탄생"을 알리는 것이라고 할 수 있다.

### 쐐기 문자 해독
아시리아학 초기 학자들이 극복해야 했던 가장 큰 장애물 중 하나는 메소포타미아 유적지에서 발견된 많은 유물과 유적에 새겨진 기묘한 삼각형 표식의 해독이었다. 1700년 토머스 하이드가 "쐐기 문자"라고 명명한 이 표식들은 오랫동안 단순한 장식으로 여겨졌다. 18세기 후반에 이르러서야 비로소 일종의 문자로 간주되었다.
1778년, 덴마크 수학자 카르스텐 니부어는 페르세폴리스 유적에서 발견된 세 가지 삼중 언어 비문의 정확한 필사본을 출판했다. 니부어는 이 비문들이 왼쪽에서 오른쪽으로 쓰여졌으며, 세 비문 각각이 세 가지 다른 종류의 쐐기 문자를 포함하고 있음을 보여주었는데, 그는 이를 1급, 2급, 3급(현재는 각각 고대 페르시아어, 아카드어, 엘람어로 알려져 있다)으로 분류했다.
1급은 알파벳식이며 44개의 문자로 구성되어 고대 페르시아어로 쓰여진 것으로 판명되었다. 이는 프리드리히 뮌터의 연구를 바탕으로 게오르크 프리드리히 그로테펜트와 헨리 롤린슨에 의해 1802년에서 1848년 사이에 처음 해독되었다.
2급은 번역이 더 어려웠다. 1850년, 에드워드 힝크스는 2급이 알파벳식이 아니라 음절식과 표의문자식 모두임을 보여주는 논문을 발표했으며, 이는 1850년에서 1859년 사이에 그 번역으로 이어졌다. 이 언어는 처음에는 바빌로니아어 및 아시리아어로 불렸으나, 현재는 아카드어로 알려져 있다.
1850년부터 바빌론과 아시리아의 셈족 거주자들이 쐐기 문자 체계의 발명자가 아니며, 다른 언어와 문화에서 빌려왔다는 의심이 커졌다. 1850년, 에드워드 힝크스는 쐐기 문자가 바빌론에서 셈족보다 앞서 살았던 어떤 비셈족 민족에 의해 발명되었다는 논문을 발표했다. 1853년, 롤린슨도 비슷한 결론에 도달했으며, 이 더 고대 언어로 쓰여진 텍스트들이 확인되었다. 처음에는 이 언어를 "아카드어" 또는 "스키타이어"라고 불렀지만, 현재는 수메르어로 알려져 있다. 이는 현대 학계에 이 더 오래된 문화와 민족인 수메르인들이 존재했다는 첫 번째 징후였다.

### 체계적인 발굴
메소포타미아 유물에 대한 체계적인 발굴은 1842년 모술 주재 프랑스 영사 폴-에밀 보타에 의해 본격적으로 시작되었다. 폴-에밀 보타의 코르사바드 발굴과 오스틴 헨리 레어드의 님루드 및 니네베 발굴(1845년부터), 그리고 쐐기 문자 체계의 성공적인 해독은 새로운 세계를 열었다. 레어드가 발견한 아슈르바니팔의 도서관은 아시리아와 바빌로니아의 고대 생활과 역사를 재구성하는 자료를 학자들의 손에 쥐여주었다. 그는 클로디어스 제임스 리치가 이미 유용한 지형학적 작업을 수행했던 바빌로니아에서 처음으로 발굴을 시작했다. 이 후자의 지역에서의 레어드의 발굴은 W.K. 로프터스에 의해 계속되었는데, 그는 수사 (엘람)에서도 트렌치를 개척했으며, 프랑스 정부를 대신하여 율리우스 오페르트도 발굴에 참여했다. 그러나 체계적인 탐사가 시도된 것은 19세기 마지막 분기에 이르러서였다.
1876년 조지 스미스가 알레포에서 사망한 후, 대영박물관은 호르무즈드 라삼의 지휘 아래 (1877-1879) 니네베와 그 주변 지역에서 그의 작업을 계속하기 위한 탐험대를 파견했다. 아시리아인들이 임구르-벨이라고 불렀던 모술 동쪽 15마일의 발라와트 유적 발굴 결과, 아슈르나시르팔 2세 (기원전 883년)가 꿈의 신에게 바친 작은 신전이 발견되었는데, 이곳에는 직사각형 모양의 알라바스터로 된 두 개의 비문이 새겨진 석판을 담고 있는 석제 격간 또는 궤가 있었고, 바빌로니아인들에 의해 파괴되었으나 샬마네세르 3세 (기원전 858년)에 의해 복원된 궁전도 발견되었다. 후자에서 대영박물관에 소장되어 있는 두드린 부조가 있는 청동 문이 나왔다.
님루드 (칼라)에 있는 아슈르바니팔 궁전의 유적도 발굴되었고, 수백 개의 에나멜 타일이 발굴되었다. 2년 후 (1880-1881년) 라삼은 바빌로니아로 파견되어 아부-합바에서 시파라의 태양신 신전 유적을 발견하여 두 시파라 또는 세파르바임의 위치를 확정했다. 아부-합바는 바그다드 남서쪽에 위치하며, 유프라테스강과 티그리스강 중간 지점에 있고, 한때 유프라테스강의 본류였을 수도 있는 운하의 남쪽 강변에 있다. 여신 아누닛의 시파라(현재의 디르)는 그 반대편 강변에 위치한다.
한편, 1877년부터 1881년까지 프랑스 영사 에르네스트 드 사르제크는 고대 기르수인 텔로에서 발굴을 진행하여 셈족 이전 시대의 유적들을 발굴했다. 여기에는 현재 루브르 박물관에 소장되어 있는 구데아의 동상에 새겨진 비문에 따르면 시나이반도의 마간에서 가져온 돌로 만들어진 섬록암 조각상들이 포함된다. 드 사르제크가 텔로와 그 주변 지역에서 진행한 후속 발굴은 이 도시의 역사를 적어도 기원전 4000년까지 거슬러 올라가게 했다. 30,000개가 넘는 점토판이 발견되었는데, 이들은 구데아 시대( 기원전 2100년c.)에 선반에 배열되어 있었다.
1886-1887년에는 로베르트 콜데바이가 이끄는 독일 탐험대가 엘 히바(텔로 바로 남쪽)의 묘지를 탐사하여 고대 바빌로니아의 매장 풍습을 처음으로 알게 해주었다. 또 다른 대규모 독일 탐험대는 1899년 오리엔트게젤샤프트에 의해 바빌론 유적 탐사를 목표로 파견되었는데, 네부카드네자르의 궁전과 대규모 행렬 도로가 발굴되었고, 이후 W. 안드레는 아수르 유적지인 칼라트 셔르카트에서 발굴을 수행했다.
심지어 터키 정부도 탐사 작업에서 벗어나지 않았으며, 이스탄불 박물관에는 V. 샤일이 1897년 시파라 유적지에서 발견한 점토판들이 가득하다. 자크 드 모르간의 수사 (엘람)에서의 매우 중요한 작업은 바빌로니아의 범위를 벗어난다. 하지만 E. J. 뱅크스가 비스마야 (이즈다브)에서 수행한 미국 발굴(1903-1904)과 1889년부터 1900년까지 펜실베이니아 대학교가 니푸르에서 수행한 발굴은 그렇지 않다. 그곳에서 J. H. 헤인즈는 엔릴의 대규모 신전 유적을 체계적이고 인내심 있게 발굴하여 잔해층을 하나하나 제거하고 유적의 단면을 원지반까지 파냈다.
언덕 중간에는 사르곤과 그의 아들 나람-신(기원전 2300년)의 이름이 새겨진 큰 벽돌 플랫폼이 있다. 그 위의 잔해가 34피트 두께이고 최상층이 파르티아 시대(H. V. 힐프레히트, 바빌로니아 탐험, p. 23) 이후가 아니므로, 포장 도로 아래 30피트 두께의 잔해가 약 3000년의 기간을 나타내야 한다고 추정된다. 특히 포장 도로를 깔기 전에 더 오래된 건축물들을 평탄화해야 했기 때문이다. 발굴의 가장 깊은 부분에서도 여전히 비문이 새겨진 점토판과 석조 화병 조각들이 발견되는데, 그 위에 새겨진 쐐기 문자들은 매우 고대적인 형태이며 때로는 원시적인 그림 형태를 유지하고 있다.

### 디지털 아시리아학
디지털 고대 근동 연구(DANES)라고도 알려져 있다. 디지털 인문학의 발전과 디지털화에 발맞춰, 1960년대 후반 게르하르트 스페를의 연구에서 뿌리를 찾을 수 있는 컴퓨터 기반 방법론이 컴퓨터 과학과 공동으로 개발되고 있다. 2023년에는 공개 데이터 세트가 발표되었고, 이는 사진 및 3D 모델에서 쐐기 문자 기호를 인식할 수 있는 인공지능을 훈련하는 데 사용되었다.

## 같이 보기
- 고대 근동
- 근동의 고대사 연대학
- 아시리아
- 수메르
- 아카드 제국
- 바빌로니아
- 칼데아
- 아람
- 이집트학
- 이란학